# Старосельский сельсовет (Гомельская область)
Старосельский сельсовет — административная единица на территории Рогачёвского района Гомельской области Белоруссии. Административный центр — деревня Старое Село.

## Состав
Старосельский сельсовет включает 22 населённых пункта:
- Александровка — деревня.
- Балаба — деревня.
- Близнецы — деревня.
- Гайдуковка — деревня.
- Глинск — деревня.
- Грабово — посёлок.
- Заречье — агрогородок.
- Кокотово — посёлок.
- Лавы — посёлок.
- Малиновка — посёлок.
- Малые Коноплицы — деревня.
- Мижидерево — деревня.
- Новые Коноплицы — посёлок.
- Новый Пахарь — посёлок.
- Осиновка — деревня.
- Селец — деревня.
- Слобода — деревня.
- Станьков — деревня.
- Старое Село — деревня.
- Тереховка — деревня.
- Тесновое — деревня.
- Хмелино — деревня.

Населённые пункты, переданные в Кистенёвский сельсовет:
- Озерище — деревня.
- Щибрин — деревня.